# Goes
Goes – miasto w południowo-zachodniej Holandii w prowincji Zelandia. Miasto jest siedzibą gminy Goes. Według spisu ludności z roku 2010 miasto liczy 26 920 mieszkańców. W miejscowości znajduje się stacja kolejowa Goes. W 1572 pod Goes miała miejsce bitwa.

## Urodzeni w Goes
- Bas van Fraassen – filozof
- Johannes van Melle – pisarz
- Frans de Munck – piłkarz, trener
- Isaäc Dignus Fransen van de Putte – polityk, 11. premier Holandii
- Tinkebell – artystka
- Myrna Veenstra – hokeistka na trawie, brązowa medalistka LIO w Sydney, mistrzyni europy z 1999 r.